# Adolf Schorisch
Adolf Schorisch (* 21. Mai 1881 in Nagymegyer, Ungarn; † 23. Januar 1966 in Jonsdorf) war ein deutscher Zeichner, Radierer und Illustrator.

## Leben
Adolf Schorisch wurde in Ungarn geboren. 1887 übersiedelte die Familie Schorisch ins brandenburgische Sorau. Schorisch genoss seine Schulbildung an den Franckeschen Stiftungen zu Halle, danach absolvierte er in Görlitz und Forst (Lausitz) eine Ausbildung zum Holzbildhauer. Nach dem Besuch der Zeichenschule in Görlitz vervollkommnete Schorisch von 1902 an seine künstlerischen Fähigkeiten an der Kunstgewerbeschule Dresden und besuchte anschließend die dortige Kunstakademie. 1906 erhielt er eine Anstellung als Zeichenlehrer an der städtischen Handwerks- und Gewerbeschule zu Zittau, die er zwischen 1945 und 1947 leitete. Daneben gab er an der Zittauer Volkshochschule Mal- und Zeichenunterricht. Zu seinen Schülern gehörte dort Anfang der 1920er Jahre u. a. der spätere Maler Willy Müller.
Nach seiner Pensionierung lebte Schorisch ab 1947 im nahegelegenen Jonsdorf.

## Werk
1928 gab die Zittauer Morgen-Zeitung 30 Federzeichnungen von Schorisch als Zeichnungsmappe heraus. Vier Jahre später erschien im gleichen Verlag der erste Teil von Aus unserer schönen Heimat, zu dem er neben seinen Zeichnungen auch den Text lieferte. Schorisch schuf daneben eine Vielzahl von Zeichnungen als Illustrationen für Heimatliteratur der Oberlausitz. Er gehört zu den bedeutendsten Zeichnern der Oberlausitz. Zu seinen Schülern gehörten u. a. Siegfried Schreiber und Joachim Liebscher. Er war 1948 in Bautzen auf der 2. Jahresausstellung Lausitzer Künstler mit zwei Arbeiten vertreten. Das Heimatmuseum Ostritz würdigte das Werk Schorischs und der Malerin Elsa Merkel im Mai 2011 mit einer Ausstellung.

## Publikationen
- Bilder aus der südlichen Oberlausitz, Eine Heimatkunde der Stadt und Amtshauptmannschaft Zittau, Druck und Verlag der Zittauer Morgenzeitung, 4. Auflage 11. bis 13. Tausend. Zittau., Druck und Verlag von Haupt & Schwager 1925
- Die Neisse von der Quelle bis zur Mündung, 30 Federzeichnungen, Verlag der Zittauer Morgen-Zeitung, Zittau 1928
- Aus unserer schönen Heimat. – Teil 1: Dörfer u. Schlösser, Berge und Wälder aus Zittaus Umgebung, Verlag der Zittauer Morgen-Zeitung, Zittau 1932